# 漢諾威的克里斯蒂安
漢諾威的克里斯蒂安（德語：Christian von Hannover，1885年7月4日—1901年9月3日），漢諾威王儲恩斯特·奧古斯特次子。1901年，克里斯蒂安因闌尾炎去世，年僅16歲。